# Chausseehaus bei Günzersreuth
Chausseehaus bei Günzersreuth (fränkisch: Schoseehaus) war ein Gemeindeteil der Gemeinde Kammerstein im Landkreis Roth (Mittelfranken, Bayern). Chausseehaus lag in der Gemarkung Günzersreuth.

## Geografie
Der Ort lag an der Bundesstraße 466 zwischen Barthelmesaurach und Kammerstein. Nördlich der ehemaligen Einöde liegt das Waldgebiet „Wolfslohe“, südlich davon das „Schwabenholz“.

## Geschichte
Im Jahre 1802 wurde das Haus auf der Gemarkung von Poppenreuth errichtet. Im Rahmen des Gemeindeedikts wurde 1808 Chausseehaus dem Steuerdistrikt Kammerstein zugeordnet. 1818 wurde es dem Steuerdistrikt und der Ruralgemeinde Günzersreuth zugewiesen. Nach der Bayerischen Uraufnahme lag der Ort in der Gemarkung Günzersreuth. 1967 wurde das Chausseehaus abgebrochen.

## Einwohnerentwicklung
| Jahr      | 001818 | 001840 | 001861 | 001871 | 001885 | 001900 | 001925 | 001950 | 001961 | 001970 | 001987 |
| Einwohner | 4      | 3      | *      | 2      | 6      | 3      | 5      | 8      | 5      | 9      | †      |
| Häuser    | 1      | 1      |        |        | 1      | 1      | 1      | 1      | 1      |        | †      |
| Quelle    | [ 11 ] | [ 12 ] | [ 13 ] | [ 14 ] | [ 15 ] | [ 16 ] | [ 17 ] | [ 18 ] | [ 19 ] | [ 20 ] | [ 21 ] |

## Religion
Der Ort war evangelisch-lutherisch geprägt und nach St. Georg (Kammerstein) gepfarrt. Die Katholiken waren nach St. Vitus (Veitsaurach) gepfarrt.